# Таматія болівійська
Таматія болівійська (Malacoptila semicincta) — вид дятлоподібних птахів родини лінивкових (Bucconidae).

## Поширення
Його природним середовищем існування є вологі низинні ліси південно-західної Амазонії. Він поширений в Болівії, Бразилії та Перу.

## Спосіб життя
Птах полює великих комах, павуків, маленьких жаб і ящірок. Гніздиться в норі завдовжки до 50 см, яку викопує у піщаних ярах. Гніздова камера вкрита сухим листям. Самиця відкладає 2, рідше 3, яскраво-білих яєць. Обидві статі висиджують яйця і годують молодняк.